# Matthias Scheits

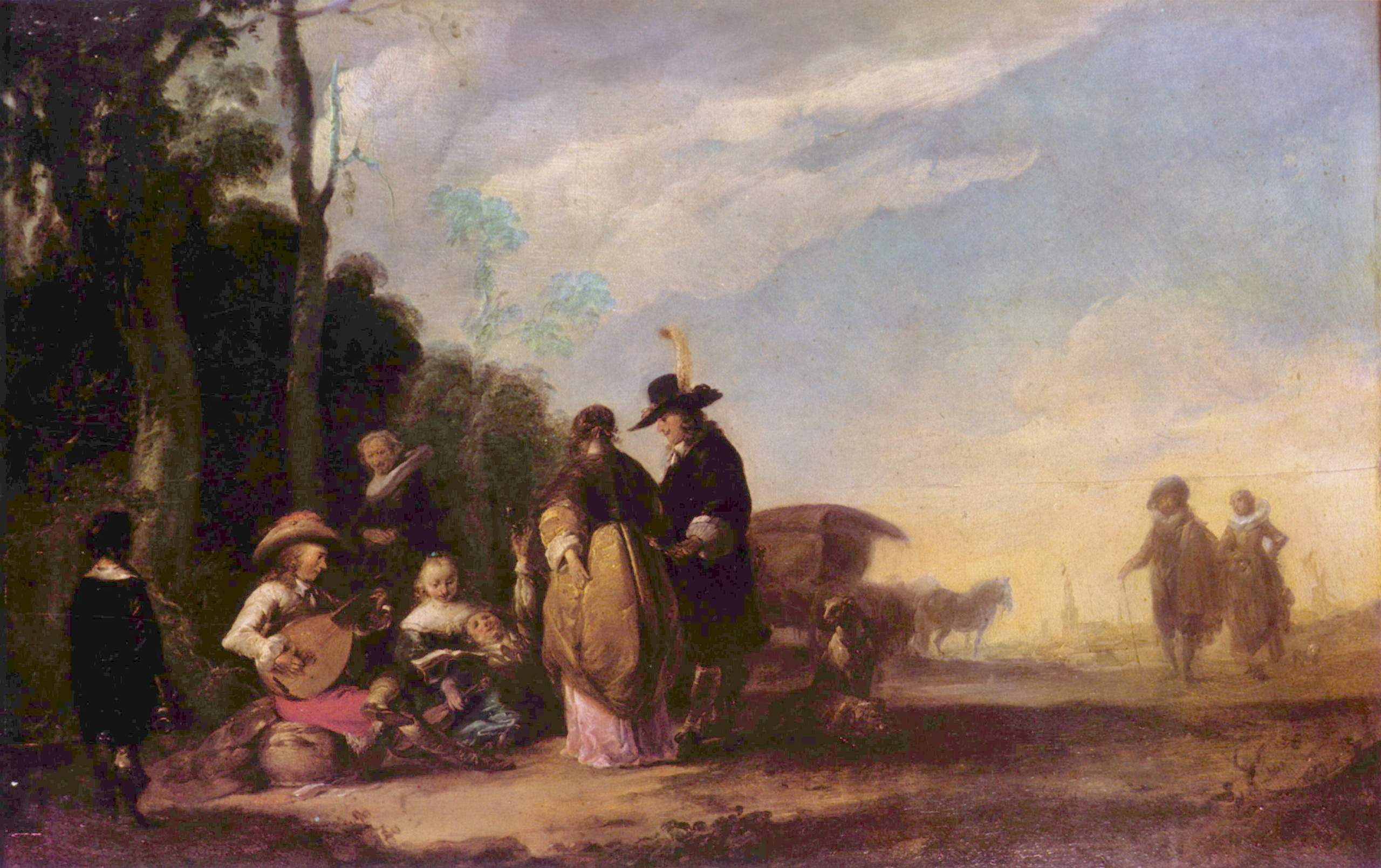
Matthias Scheits, Ländliches Fest, Hamburger Kunsthalle

Matthias Scheits, auch Scheitz oder Scheutz, (* um 1625 bis 1630 in Hamburg; † um 1700 ebenda) war ein deutscher Maler, Zeichner und Radierer.

## Leben und Wirken
Matthias Scheits erhielt vermutlich in Hamburg eine Ausbildung und ging anschließend nach Haarlem, um von Philips Wouwerman zu lernen. Eine weitere Reise in die Niederlande und nach Antwerpen ist für das Jahr 1669 belegt. Scheitz eignete sich umfangreiches Wissen über die dortigen Malereistile an. Davon zeugen handschriftliche Bemerkungen im Schilder-Boek Karel von Manders, die Scheitz zugeordnet werden konnten, jedoch nicht mehr vorhanden sind. Wohl kurz, nachdem Scheitz 1651 das Hamburger Bürgerrecht erworben hatte, heiratete er in Hamburg. Der Maler und seine Gattin hatten mehrere Kinder, darunter Andreas Scheits.
Scheits lebte und arbeitete seit 1651 höchstwahrscheinlich in Hamburg, wo er um 1700 verstarb.

## Werke und Würdigung
Scheits ist insbesondere bekannt für zahlreiche Illustrationen, die in einer 1672 von der Von Stern’schen Druckerei publizierten Bilderbibel enthalten sind. Die Bildsprache erinnert sehr an ähnliche Motive aus Italien, ist jedoch wenig typisch für Scheits Gesamtwerk. Der Künstler hielt Szenen des bäuerlichen Lebens fest, die an David Teniers und Adriaen van Ostade erinnern, jedoch weniger derb gestaltet sind. Zudem sind unprätentiöse Bilder erhalten geblieben, die Bilder von Spaziergängern und Ausflüglern zeigen. Zudem erstellte er kleine Gemälde mit Kampfszenen, die aufgrund ihrer Gestaltung eigenwillig skizzenhaft wirken. Die Anregung hierzu könnte Scheits von Philips Wouwerman bekommen haben. Darüber hinaus schuf Scheits Porträts. Zahlreiche Bilder des Malers sind heute in der Hamburger Kunsthalle zu sehen.
Alfred Lichtwark bezeichnete Scheitz in einer Monografie 1899 als den bedeutendsten deutschen Maler seiner Zeit. Diese Einschätzung ist aus heutiger Sicht erstaunlich und vermutlich auf das kulturreformerische Engagement Lichtwarks zurückzuführen.
Seit 1929 trägt der Matthias-Scheits-Weg in Barmbek-Nord den Namen des mit Hamburg verbundenen Malers.